# Ermita del Socós
La ermita del Socós, situada en el término municipal de Caudiel (Provincia de Castellón, España) es un edificio del siglo XV, de una sola nave de planta rectangular, construida con el sistema de arcos diafracmas y techumbre de madera. 
Los arcos son de piedra sostenidos desde pilastras y ménsulas molduradas, siendo el primero de ellos apuntado y el segundo de medio punto; este último tiene molduración diferente del primero lo que nos indica dos fases distintas en su construcción, claramente único legado artístico que ha quedado se conserva en la iglesia parroquial: un retablo de 1692 labrado en madera y que estaba instalado en el altar. 
Actualmente sin culto, fue restaurada en 2011.